# 1951 w polityce

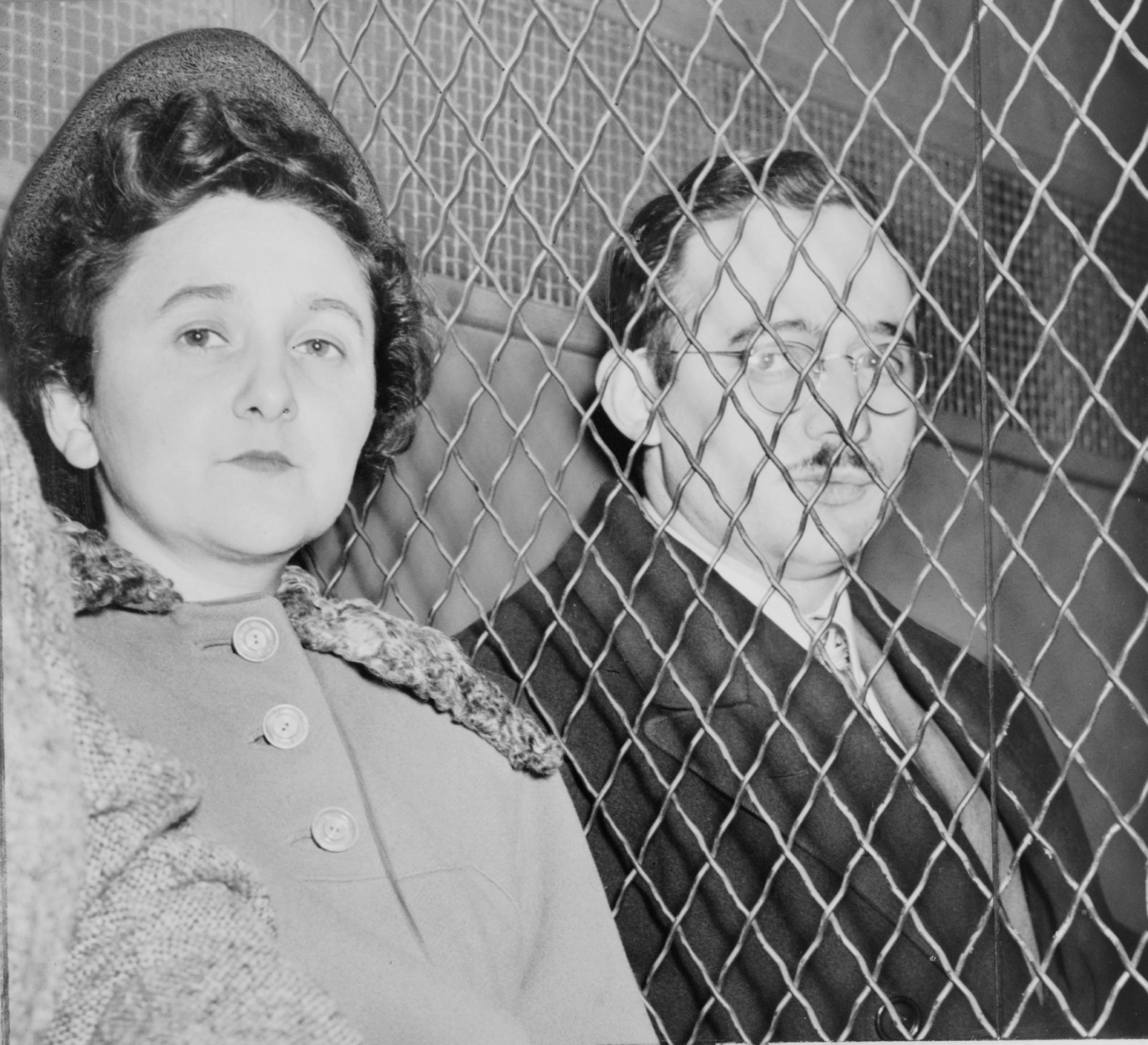
Julius i Ethel Rosenbergowie

Wydarzenia polityczne w 1951 roku.

## Marzec
- 6 marca – rozpoczął się proces Juliusa i Ethel Rosenbergów[1].

## Kwiecień
- 11 kwietnia – prezydent Harry Truman zdymisjonował generała Douglasa MacArthura[2].
- 18 kwietnia – przedstawiciele Francji, Republiki Federalnej Niemiec, Włoch, Belgii, Holandii i Luksemburga podpisali porozumienie o utworzeniu Europejskiej Wspólnoty Węgla i Stali[3].

## Maj
- 9 maja – w Panamie wybuchły walki pomiędzy Gwardią Narodową a wojskami wiernymi prezydentowi Arnulfowi Ariasowi Madridowi. Walkę wygrała Gwardia Narodowa, zaś nowym prezydentem państwa został Alcibíades Arosemena[3].
- 31 maja – zmarł Anderson Montague-Barlow, brytyjski polityk[4].

## Lipiec
- 10 lipca – w Kaesŏng rozpoczęły się rozmowy na temat zawieszenia broni pomiędzy Stanami Zjednoczonymi a Koreą Północną[3].
- 20 lipca – w Jerozolimie zastrzelono króla Jordanii Abd Allaha[3].

## Sierpień
- 6 sierpnia – sekretarz stanu USA Dean Acheson zapowiedział kontynuowanie polityki wschodniej z pozycji siły[3].

## Wrzesień
- 1 września – w San Francisco przedstawiciele Stanów Zjednoczonych, Australii i Nowej Zelandii powołali Pakt Bezpieczeństwa Pacyfiku[3].
- 8 września – Stany Zjednoczone i 47 innych krajów podpisali w San Francisco traktat pokojowy z Japonią. Traktatu nie podpisali przedstawiciele Związku Radzieckiego, Czechosłowacji i Polski[3].

## Październik
- 14 października – w San Salvador odbyła się konferencja państw środkowoamerykańskich. W wyniku rozmów powstała Organizacja Państw Ameryki Środkowej[3].
- Król Faruk I przyjął tytuł króla Egiptu i Sudanu[3].

## Listopad
- 11 listopada – Juan Perón wygrał wybory prezydenckie w Argentynie[3].

## Grudzień
- 10 grudnia – Pokojową Nagrodę Nobla otrzymał Léon Jouhaux[3].
- 11 grudnia – zmarł Christopher Addison, angielski lekarz i polityk[5].